# 차라투스트라는 이렇게 말했다 (교향시)

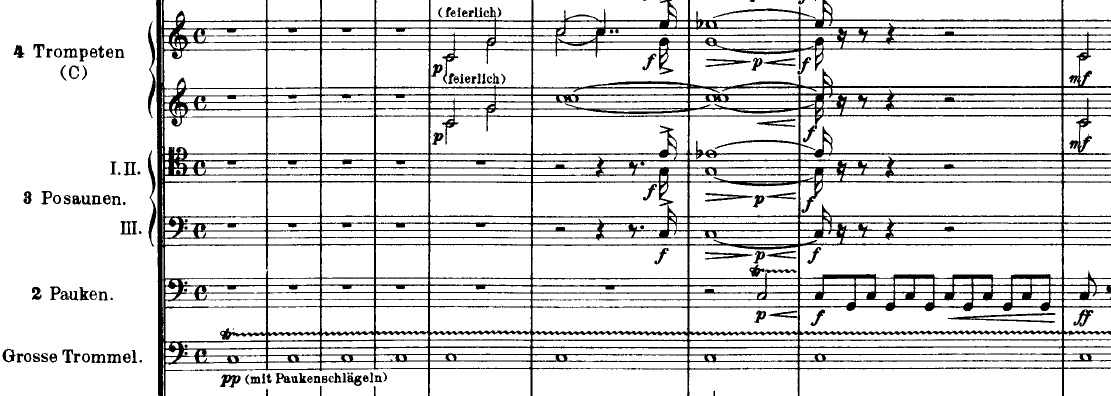

《차라투스트라는 이렇게 말했다 작품번호 30》(독일어: Also sprach Zarathustra)은 리하르트 슈트라우스가 1896년에 작곡한 교향시이다. 프리드리히 니체가 지은 같은 이름의 책의 내용을 바탕으로 하고 있다. 스탠리 큐브릭 감독의 영화 《2001 스페이스 오딧세이》의 ‘인류의 여명’ 부분에서 쓰인 것으로 잘 알려져 있다. 작곡가의 지휘로 1896년 11월 27일에 처음 연주했다. 연주 시간은 보통 30분 정도이다.

## 악기 편성
- 목관악기: 피콜로, 플루트3(제3플루트는 피콜로를 겸함), 오보에3, 잉글리시 호른, E♭클라리넷, 클라리넷(B♭)2, 베이스 클라리넷(B♭), 바순3, 콘트라바순
- 금관악기: 호른6, 트럼펫4, 트롬본3, 튜바2
- 타악기: 팀파니, 큰북, 심벌즈, 트라이앵글, 글로켄슈필, 종(낮은 E음)
- 건반악기: 오르간
- 현악기: 하프2, 제1바이올린(16), 제2바이올린(16), 비올라(12), 첼로(12), 더블베이스(5현)(8)

## 구성
총 9부분으로 되어 있으며, 큰 소나타-알레그로 형식으로 되어 있다.
서주:
- 1. 일출
- 2. 배후 세계론자에 대하여
- 3. 위대한 동경에 대하여

제시부:
- 4. 환희와 정열에 대하여
- 5. 무덤의 노래

전개부:
- 6. 배움의 노래
- 7. 회복되어 가는 자

재현부:
- 7. 회복되어 가는 자
- 8. 춤곡

코다:
- 9. 밤의 노래